# Taavi Hahl

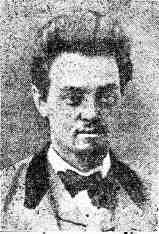
Taavi Hahl

David (Taavi) Hahl, född 19 januari 1847 i Mäntyharju, död 14 augusti 1880 i Sysmä, var en finländsk sångare (tenor) och sånglärare. Han var gift med Thérèse Hahl.
Hahl blev filosofie kandidat 1871, var ledare för Finska teaterns operaavdelning samt 1877–1878 för studentföreningen Suomalainen nuijas kör, en föregångare till Ylioppilaskunnan Laulajat. Han utgav tre häften av Ylioppilaslauluja-Studentsånger för manskör (1871–1875), två häften av Sävelistö för blandad kör (1879–1880) samt en koralbok.